# Michael Marinkovic
Michael Marinkovic (* 29. August 1991 in  Weilheim) ist ein deutscher Fußballspieler.

## Karriere
In seiner Jugend spielte Marinkovic für die TSV 1865 Murnau und den FT Starnberg. Im November 2011 erlitt er einen Autounfall, bei dem er sich schwere Verletzungen zuzog. Dennoch wurde er im Januar 2012 von der SpVgg Unterhaching unter Vertrag genommen. Dort war er in der Saison 2012/13 Stammspieler in der zweiten Mannschaft. Am 13. April 2013 hatte er gegen den FC Rot-Weiß Erfurt sein Profidebüt. Im Sommer 2014 wechselte er zum BCF Wolfratshausen in die Bayernliga.

## Sonstiges
Marinkovic ist gelernter Werkzeugmacher.